# Rabo-de-junco-de-faces-vermelhas
O rabo-de-junco-de-faces-vermelhas (Urocolius indicus) é uma ave coliforme, que pode ser encontrada desde Angola, Congo e Tanzânia, até à ponta Sul de África. Habita a savana, margens de rios, centros habitacionais e zonas agrícolas.
O rabo-de-junco-de-faces-vermelhas é uma ave de pequeno porte, com uma cauda muito comprida, que pode ser quase duas vezes maior que o corpo. A sua plumagem é castanha-clara, com asas e cauda acinzentada. Tem uma pequena crista na cabeça e a zona em torno dos olhos e bico é vermelha. As patas são curtas e também vermelhas.
Estas aves são gregárias e podem ser encontradas em pequenos grupos de cerca de oito indivíduos. A sua alimentação é à base de frutas, mas também consome flores, folhas e por vezes nectar.
A época de reprodução decorre entre Setembro e Fevereiro. O ninho é pouco elaborado, construido com pequenos ramos em forma de taça; se os ramos forem espinhosos, os rabos-de-junco forram o ninho de folhas ou, se disponível, lã de ovelhas. Cada postura contém 2 a 4 ovos brancos, mesclados de vermelho. A incubação demora cerca de duas semanas. Os juvenis permanecem no ninho cerca de 20 dias, após o que passam a acompanhar o grupo na recolha de alimentos.